# بیولا (آنگولا)
بیولا (به انگلیسی: Biula) شهری در استان لوندای جنوبی واقع در کشور آنگولا است که در سال ۲۰۰۹ میلادی ۴٬۳۸۱ نفر جمعیت داشته است.